# Plaza Roberto Arlt

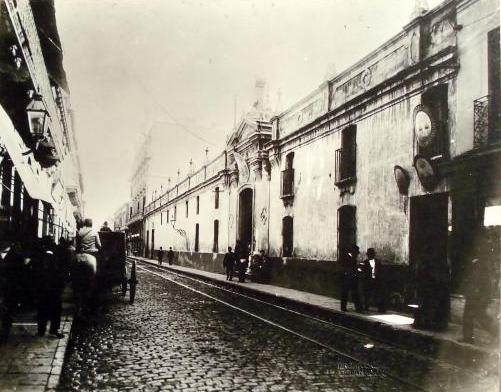
Para abrir la plaza, fue demolido el edificio colonial donde funcionaba la Asistencia Pública (Esmeralda 80).

La Plaza Roberto Arlt se encuentra en la esquina de las calles Rivadavia y Esmeralda, en Buenos Aires. Su nombre recuerda al célebre escritor argentino.
Desde su inauguración en 1971 ocupa parte de una manzana en el centro de la ciudad que estaba edificada desde tiempos coloniales, ya que la plaza se abrió con la demolición de la Confitería del Gas (Rivadavia esq. Esmeralda), la antigua Asistencia Pública (Esmeralda 80) y un edificio de departamentos en donde había vivido Lisandro de la Torre (Esmeralda 22).
Por eso, el contorno de la Plaza Roberto Arlt está marcado por las medianeras de las construcciones vecinas, y su borde tiene varios recovecos y esquinas debido a la irregularidad de los lotes. Los muros de los edificios fueron aprovechados para realizar murales que hacen de fondo en este pequeño espacio abierto en un sector de alta densidad en el microcentro porteño. La plaza cuenta además con un vallado perimetral que se cierra de noche para impedir el acceso del público, ya que a partir del año 2000 se transformó en un lugar muy utilizado por personas sin techo y cartoneros para pasar la noche.
También, es un sitio arqueológico en el cual se realizaron varias excavaciones, ya que en el siglo XVIII existió en sus terrenos el Cementerio de la Hermandad de la Santa Caridad de Nuestro Señor Jesucristo, y se han encontrado numerosos restos óseos humanos.